# Pazifikdegu
Der Pazifikdegu (Octodon pacificus) ist eine Nagetierart aus der Familie der Trugratten (Octodontidae). Er ist ein naher Verwandter des auch in Europa als Heimtier gehaltenen Gewöhnlichen Degus.
Pazifikdegus sind wie alle Degus rattenähnliche Tiere mit wuchtigem Kopf. Die Kopfrumpflänge beträgt rund 22 Zentimeter, die Schwanzlänge rund 17 Zentimeter, das Gewicht 290 Gramm, damit zählt er zu den größten Vertretern seiner Gattung. Das weiche Fell ist bräunlich gefärbt, der Schwanz hat keine Quaste.
Diese Tiere kommen nur auf der Insel Mocha vor der chilenischen Küste vor. Ihr Lebensraum sind Wälder, ansonsten ist über ihre Lebensweise nichts bekannt.
Die ersten Exemplare wurden 1959 gefunden, doch erst in den 1990er-Jahren wurde die Art wissenschaftlich beschrieben. Bei einer Untersuchung 2003 wurde kein Exemplar gefunden, die Bergregion war allerdings ausgeklammert, sodass es dort noch Pazifikdegus geben könnte. Die Gründe für den Rückgang liegen in der Rodung der Wälder und der Einschleppung der Wanderratte. Die IUCN listet die Art als stark gefährdet (englisch: critically endangered; Stand 2017).

## Belege
1. ↑  Octodon pacificus auf der IUCN Red List of Threatened Species, März 2017; abgerufen am 22. Januar 2018